# Medaglia ai benemeriti dell'istruzione in Colonia
La medaglia ai benemeriti dell'istruzione in Colonia è stata istituita dal Governo italiano con regio decreto n. 1386 del 1932.
Il riconoscimento consisteva in un diploma di benemerenza di primo, secondo o terzo grado e della relativa medaglia d'oro, argento o bronzo.

## Criteri di eleggibilità
La benemerenza era destinata principalmente, anche se in numero limitato ogni anno, al 
(art. 1)
nel giugno di ciascun anno i Governi delle colonie, sentito il parere della Sovrintendenza scolastica, inviavano al Ministero delle colonie un elenco del personale scolastico proposto per il conferimento dei diplomi di benemerenza, indicando per ciascuno dei designati:
- la durata del servizio in Colonia, che non poteva essere inferiore a 10 anni, ridotti a 5 se il servizio era stato prestato in residenze particolarmente disagiate;
- la qualità del servizio, che doveva essere ottima;
- i titoli particolari di merito in relazione alla scuola e alla condotta civile e politica del designato;
- la classe del diploma per la quale era fatta la proposta.

Inoltre il riconoscimento poteva essere conferito, dal re, anche a 
(art. 1)
a questo scopo il Ministero delle Colonie riceveva un secondo elenco, insieme al precedente e predisposto in maniera analoga, contenente le società ed i privati designati per il conferimento del diploma e per ciascuno di essi una relazione nella quale si dava conto delle non comuni prestazioni ed elargizioni che giustificavano la proposta.
La medaglia, non più conferita dalla Repubblica italiana, è stata ufficialmente abolita nel 2010 .

## Insegne
Medaglia d'oro, d'argento o di bronzo, del diametro di tre centimetri e mezzo, avente:
sul rectol'effigie del re Vittorio Emanuele III;
sul versole parole «Ai benemeriti dell'istruzione in Colonia» entro una corona di rami di palma.
Le medaglie si potevano portare sul petto, a sinistra, appese a un nastro dai colori nazionali.
I nomi dei premiati andavano pubblicati nel Bollettino ufficiale del Ministero delle colonie e in quello del Ministero dell'educazione nazionale.